# 메르세데스 소사
하이디 메르세데스 소사(Haydée Mercedes Sosa, 미국식 스페인어: [메르세데스 소사]; 1935년 6월 9일 ~ 2009년 10월 4일), 때로 라 네그라(글자대로 ‘검은 사람’, 아르헨티나에서 더 검은 얼굴을 가진 사람에 대한 애정어린 별명)로 알려진 그는, 라틴 아메리카와 그 지역 외의 많은 나라들에 걸쳐 유명한 아르헨티나의 가수이다. 아르헨티나의 폴클로레를 부르는 가수로서 노래를 시작했으며, 70~80년대 누에바 깐시온 운동에서 주요 인물이 되었다. 많은 라틴 아메리카의 작사작곡자에 의해 쓰여진 노래에 목소리를 그녀는 주었다. 그는 "침묵하는 다수의 목소리"라는 별칭을 갖고 있다.
소사는 다음과 같은 장소들에서 공연했는데 그것은 뉴욕시의 링컨 센터, 파리의 모가도르 극장 그리고 바티칸 시의 시시틴 성당이고 또한 뉴욕의 카네기 홀에서의 유통사 판매 공연 그리고 로마 콜로세움이고 그때는 그녀의 마지막 십 년의 인생 동안이었다. 그녀의 경력은 40년에 걸쳐있었고 그녀는 6번의 라틴 그래미 시상식(2000, 2003, 2004, 2006, 2009, 2011)의 수상자였는데, 2004년의 라틴 그래미 평생공로상 그리고 2009년과 20011년 사망 후 두 번의 라틴 그래미 최우수 포크 앨범상을 포함해서 말이다. 2000년에 프레미오 가르델, 아르헨티나의 큰 음악 상을 그녀는 받았다. 그녀는 유니세프의 홍보대사로 일했다.

## 생애
소사는 1935년 7월 9일 아르헨티나 투쿠만주 산미겔데투쿠만에서 태어났다. 그녀는 프랑스, 스페인 그리고 디아귀타 혈통이었다. 그녀의 부모는 페론주의자였는데, 비록 그들이 당에 가입하지 않았지만 그랬고, 글래디스 오소리오라는 이름으로 투크만 주의 페론주의 당을 위한 가수로 그녀는 그녀의 경력을 시작했다. 1950년에, 15살의 나이로, 그녀는 지역 방송국에 의해 열린 노래 경연대회에서 우승했고 2개월 동안 공연하는 계약을 했다. 그녀는 남편 마누엘 오스카 마투스의 도움으로 1959년에 그녀의 첫 앨범, 라 보즈 데 자프라[수확의 목소리]를 녹음했다. 1965년 코르도바에서 열린 코스킨 전국 민속 축제에서의 공연—거기서 동료 포크 가수 호르헤 카프루네에 의해 앉아 있다가 소개되고 무대로 불려나왔다—은 아르헨티나 대중의 관심으로 그녀를 인도했다.
소사와 그녀의 첫 남편, 마누엘 오스카 마투스, 그 남자와 그녀는 한 명의 아들을 가졌는데 그들은, 60년대 중반의 누에바 칸시온 운동(아르헨티나에서 누에보 칸시오네로로 불렸던)에서 중심 활동가였다. 그녀의 두 번째 앨범은 칸시오네스 콘 푼다멘토[기본을 갖춘 노래], 아르헨티나 포크 노래 모음집이었다. 
1967년에, 소사는 큰 흥행을 하면서 미국과 유럽으로 투어 공연을 했다. 그후 몇 년 간, 그녀는 활발하게 공연했고 녹음했는데, 라틴 아메리카 전역의 문화를 포함하도록 그녀의 노래 목록을 넓히면서 말이다.
1970년대 초에, 작곡가 아리엘 라미레즈 그리고 작사가 펠릭스 루나와 협력해서 소사는 두 장의 콘셉트 앨범을 발표했다: 칸타타 수다메리카나[남미 칸타타] 그리고 무헤레스 아르헨티나스 (아르헨티나 여인들). 1971년에 칠레 음악가 비올레타 파라[자주색 덩굴]에의 헌정음반을 그녀는 또한 녹음했는데, 소사의 대표 노래들 중 하나가 된 것인, 그라시아스 아 라 비다를 포함해서 말이다. 그녀는 또한 다음의 사람들에 의해 쓰여진 노래의 인기를 끌어올렸는데 그들은 브라질의 밀턴 나시멘토 그리고 둘다 쿠바에서 온 파블로 밀라네스와 실비오 로드리게스이다.
호르헤 비델라의 군사 회의가 1976년에 권력을 장악한 후에, 아르헨티나의 분위기가 점점 억압적으로 되었다. 소사는 그녀와 그녀의 가족에 대해 살해 위협을 당했지만, 수 년 간 나라를 떠나기를 거부했다. 소사는 76~83년 아르헨티나 군부정권에 맞서다 1981년 라플라타에서 열린 공연에서 청중들과 함께 체포되었다. 그들의 석방은 국제적 개입을 통해 이루어졌다. 이로 인해 아르헨티나에서 추방되고, 파리에서 다음에 스페인에서 망명생활을 하게 되었다. 
팔크란즈 전쟁의 결과로 군사 정권이 무너지기 수 개월 전인 1982년 아르헨티나로 귀국한 메르세데스 소사는 부에노스 아이레스의 오페라 극장에서 28일 동안 연속해서 공연을 열었다.  거기서 그녀는 무대를 공유하기 위해서 많은 그녀의 어린 동료들을 초대했다. 이 공연의 녹음들의 두장의 음반(Mercedes Sosa en Argentina)은 베스트 셀러를 기록했다. 그 후 몇 년 간, 소사는 계속해서 아르헨티나 그리고 해외 모두에서 투어 공연을 했는데, 뉴욕시의 링컨 센터 그리고 파리의 모가도르 극장 같은 그런 장소들에서 공연하면서 말이다. 그때, 그녀는 이미 미국의 목소리로 불렸다. 대부분의 1990년대를 나쁜 건강 상태로 지내다, 1998년 귀국 공연을 가졌다. 1994년에, 그녀는 바티칸 시의 시스틴 성당에서 공연했다. 2002년 뉴욕의 카네기홀과 로마 콜로세움의 공연은 매진되기도 했다. 
페론의 지지자인, 그녀는 그녀의 인생을 통틀어 좌파주의를 선호했다. 그녀는 1989년부터 1999년까지 집권한, 카를로스 메넴 대통령에 반대했고, 2003년에 대통령이 된, 네스터 키르츠너의 당선을 지지했다. 소사는 라틴 아메리카와 캐리비안에 대한 유네스코 친선대사였다.
수십 년에 걸친 경력에서, 다음의 사람들을 포함하는, 포크, 오페라, 팝, 락의 많은 장르와 세대에 걸친 공연자들과 그녀는 일했는데 그들은 마르타 마르헤리치, 안드레아 보첼리, 다윗 브로자, 프랑코 바티아토, 하이메 루스, 존 바에즈, 프란시스 카브렐, 갈 코스타, 루즈 카살, 릴라 다운스, 루초 달라, 마리아 파라두리, 루세시타 베니테즈, 닐다 페르난데즈, 찰리 가르시아, 레온 지에코, 지안 마르코, 나나 무수쿠리, 파블로 밀라네스, 홀리 니어, 밀톤 나시멘토, 파타 네그라, 피토 파에스, 프랑코 드 비타, 루르데스 페레, 루치아노 파바로티, 실비오 로드리게스, 이스마엘 세라노, 샤키라, 스팅, 카에타노 벨로소, 훌리에타 베네가스, 구스타보 세라티 그리고 콘슨탄틴 베커다.
소사는 아리엘 라미레즈의 미사 크리올라의 1999년 제작에 참여했다. 그녀의 노래 발데라마는 2008년 영화 체에 돋움 삽입되는데, 그 영화는 베니시오 델 토로를 아르헨티나 마르크스주의 혁명가 체 게베라로 출연시킨다.
소사는 지구 헌장 국제 위원회의 전 공동의장이었다.

## 수상
그녀는 다음의 연도에 라틴 그래미 최우수 포크 앨범상을 받았는데 그것은 2000년(미사 크리올라), 2003년(아쿠스티코), 2006년(코라존 리브레), 2009년(또한 최우수 녹음집상을 받았고 올해의 앨범으로 후보에 올랐던, 칸토라 1) 그리고 2011년(데하 라 비다 볼라)이고 또한 많은 국제적 상도 받았다.
1995년에, 아르헨티나의 코넥스 재단은 아르헨티나에서 가장 격이 높은 상들 중 하나인, 다이아몬드 코넥스 상을 그녀에게 수여했는데, 지난 십 년 간 그녀의 나라의 대중 음악계에서 가장 중요한 유명인사로서 말이다.

## 죽음
소사는 반복되는 호흡기관 질환을 겪으며, 74세의 소사는 2009년 9월 18일에 부에노스 아이레스의 병원에 입원했다. 2009년 10월 4일 오전 5시 15분에 다발성 장기부전으로 사망했다. 그녀는 그녀의 첫 결혼에서 태어난, 한 명의 아들, 페비안 마투스를 세상에 남겼다. 그는 말했다: 그녀는 그녀가 원하는 모든 것을 실행적으로 해왔었고, 그녀를 제약하는 어떠한 종류의 장애물도 혹은 어떠한 종류의 두려움도 그녀는 가지지 않았다”. 병원은 그녀의 친지에게 그것의 위로를 표현했다. 그녀의 누리집은 다음의 것을 실었다: “그녀의 경쟁 불가능한 재능, 그녀의 정직함 그리고 그녀의 심오한 설득력은 미래 세대에게 귀중한 자산을 남긴다”.
대중이 그들의 존경을 표하도록 부에노스 아이레스의 국회 건물에 그녀의 주검이 전시되어 놓였고 페르난데스 데 키르치너는 삼 일 간의 국가 애도를 선포했다. 수천 명이 마지막 날에 줄을 섰다. 그녀는 10월 5일에 화장되었다.
데일리 텔레그래프의 소사의 부고는 다음과 같이 말했는데 그것은 그녀는 “그녀의 같은 나라사람인, 아르헨티나의 아타우알파 유판키, 그리고 칠레의 비올레타 파라의 노래에 대한 경쟁 불가능한 해석가”였다는 것이다. 로이터의 헬렌 포퍼는 다음과 같이 말하면서 그녀의 죽음을 보도했는데 그것은 그녀는 “그녀의 목소리로 남미의 독재자와 싸웠고 현대 라틴 아메리카 음악의 거인이 되었다”는 것이다. 소사는 2009년에, 그녀의 앨범으로 세 부문의 라틴 그래미 후보에 올랐다. 그녀는 더 나아가서 그녀의 사망 일 개월 후에 최우수 포크 앨범상을 받았다.

## 헌정
2019년에, 그녀는 구글 두들에 의해 기념되었다. 두들은 다음과 같은 나라들에서 공개되었는데 그것은 아르헨티나, 칠레, 우루과이, 파라과이, 볼리비아, 페루, 에콰도르, 쿠바, 아이슬란드, 스웨덴, 세르비아, 그리스, 이스라엘 그리고 베트남이다.

## 디스코그래피
- La voz de la zafra  (1959)
- Canciones con fundamento  (1965)
- Yo no canto por cantar  (1966)
- Hermano  (1966)
- Para cantarle a mi gente  (1967)
- Con sabor a Mercedes Sosa  (1968)
- Mujeres argentinas  (1969)
- Navidad con Mercedes Sosa  (1970)
- El grito de la tierra  (1970)
- Homenaje a Violeta Parra  (1971)
- Hasta la victoria  (1972)
- Cantata sudamericana  (1972)
- Traigo un pueblo en mi voz  (1973)
- Niño de mañana  (1975)
- A que florezca mi pueblo  (1975)
- En dirección del viento  (1976)
- O cio da terra  (1977)
- Mercedes Sosa interpreta a Atahualpa Yupanqui  (1977)
- Si se calla el cantor  (1977)
- Serenata para la tierra de uno  (1979)
- A quién doy  (1980)
- Gravado ao vivo no Brasil  (1980)
- Mercedes Sosa en Argentina  (1982)
- Mercedes Sosa  (1983)
- Como un pájaro libre  (1983)
- Recital  (1983)
- ¿Será posible el sur?  (1984)
- Vengo a ofrecer mi corazón  (1985)
- Corazón americano  (1985) (with Milton Nascimento and León Gieco)
- Mercedes Sosa ´86  (1986)
- Mercedes Sosa ´87  (1987)
- Amigos míos  (1988)
- En vivo en Europa  (1990)
- De mí  (1991)
- 30 años  (1993)
- Sino  (1993)
- Gestos de amor  (1994)
- Live in Argentina  (1994)
- Live in Europe  (1994)
- Sera Posible El Sur  (1994)
- Vivir  (1994)
- Oro  (1995)
- Escondido en mi país  (1996)
- Gracias a la Vida  (1996)
- Alta fidelidad  (1997)  (with Charly García)
- Coleccion Mi Historia  (1997)
- Al despertar  (1998)
- Misa criolla  (1999)
- Serie Millennium 21  (1999)
- La Negra  (2000)
- Acústico  (2002)
- Grandes Exitos, Vols. 1 & 2  (2002)
- 40 Obras Fundamentales  (2003)
- Argentina quiere cantar  (2003) (with Víctor Heredia and León Gieco)
- Voz Y Sentimiento  (2003)
- Corazón libre  (2005)
- Éxitos Eternos  (2005)
- La Historia del Folklore  (2007)
- Cantora 1 (2009)
- Cantora 2  (2009)

## 같이 보기
- 누에바 깐시온
- 빅토르 하라
- 비올레타 파라
- 아타우알파 유판키